# NGC 4821
NGC 4821 (również PGC 44148) – galaktyka eliptyczna (E4), znajdująca się w gwiazdozbiorze Warkocza Bereniki. Odkrył ją 6 kwietnia 1864 roku Heinrich Louis d’Arrest.